# Картофелесажалка
Картофелесажалка — сельскохозяйственная техника, предназначенная для посадки картофеля. Агрегатируется с трактором.
Агрегатируемые с трактором картофелесажалки, в процессе движения формируют борозды, в которые с равным расстоянием между соседними лунками распределяются клубни, после чего специальный окучник засыпает посаженные клубни.

## Картофелесажалка СН-4Б
Картофелесажалка предназначена для посадки картофельных клубней широкорядным способом вместе с внесением минеральных удобрений. Машина используется для посадки в грядах и без с междурядьями 70 и 60 см.
Сажалка состоит из двух частей. Каждая часть снабжена бункером и двумя посадочными аппаратами. Бункера с питающими ковшами, высевающие и туковысевающие аппараты, редуктор с контрприводом смонтированы на несущем брусе рамы. К нему также прикреплён сошниковый брус, опирающийся на колёса. К каждому кронштейну с помощью тяг подвешен сошник, опирающийся на копирующее колесо.
Вычерпывающий аппарат является диском, который снабжен двенадцатью ложками, которые захватывают клубни. Каждая ложка захватывает один клубень, удерживаемый зажимом. Зажим имеет круглый палец, прижимаемый к клубню пружиной, и плоский хвостовик, периодически скользящий по направляющей шине.
При перемещении ложки в слое картофеля направляющая шина отводит от ложки палец, и ложка захватывает клубень. После выхода ложки из слоя картофеля хвостовик зажима сходит с направляющей шины, и палец прижимает к ложке клубень. Ложка с сошником опускается к сошнику, шина вновь отводит палец от ложки, и клубень падает в сошник.